# Platyla microspira
Platyla microspira es una especie de molusco gasterópodo de la familia Aciculidae en el orden de los Mesogastropoda.

## Distribución geográfica
Es endémica de Italia y Rumania.  